# الكانو لذوي الاحتياجات الخاصة في الألعاب البارالمبية الصيفية
اُدرج الكانو لذوي الاحتياجات الخاصة لأول مرة في جدول مسابقات الألعاب البارالمبية الصيفية في دورة 2016 في ريو دي جانيرو. تقررت هذه الإضافة خلال اجتماع اللجنة البارالمبية الدولية في غوانجو الصينية في 2010.
الكانو لذوي الاحتياجات الخاصة هو نوع من ركوب الكنو للرياضيين الذين يعانون من مجموعة متنوعة من الإعاقات الجسدية. يدير الاتحاد الدولي للكانو الرياضة وقوانينها ومسابقاتها.

## المسابقات
يشمل برنامج الرياضة في الألعاب البارالمبية الصيفية سباقات سرعة لمسافة 200 متر في خط سباق مستقيم. يبلغ عدد المسابقات المنظمة ضمن هذا الصنف الرياضي 8 مسابقات مختلفة.

## التنظيم
خلال دورة الألعاب البارالمبية في 2016، كان برنامج مسابقات الباراكانو يشمل فقط متنافسين يستخدمون الكاياك المفرد (K1). في دورة 2020، أضيف نوع ثان من القوارب يُدعى الفا'آ، وهو نوعية من قوارب الكانو بدعامة جانبية يُدفع بمجداف أحادي الشفرة.

## تصنيف المتسابقين
هناك ثلاث فئات مختلفة للمتنافسين مع إعاقات حركية جسدية مختلفة:
- كي إل 1  [لغات أخرى]‏ - في هذه الفئة تُستخدم الذراعان فقط للتجديف.
- كي إل 2 / في إل 2  [لغات أخرى]‏ - في هذه الفئة يُستخدم الجذع والذراعان للتجديف.
- كي إل 3 / في إل 3  [لغات أخرى]‏ - في هذه الفئة تُستخدم الساقان والجذع والذراعان للتجديف.

## جدل الميداليات
آخر تحديث جرى بعد اختتام دورة الألعاب البارالمبية الصيفية 2024.
  *   البلد المضيف (مضيف)
| المرتبة | فريق                   | ذهبية | فضية | برونزية | المجموع |
| ------- | ---------------------- | ----- | ---- | ------- | ------- |
| 1       | بريطانيا العظمى (GBR)  | 10    | 5    | 5       | 20      |
| 2       | أستراليا (AUS)         | 4     | 3    | 2       | 9       |
| 3       | أوكرانيا (UKR)         | 3     | 4    | 1       | 8       |
| 4       | البرازيل (BRA)         | 2     | 4    | 2       | 8       |
| 5       | المجر (HUN)            | 2     | 1    | 1       | 4       |
| 6       | ألمانيا (GER)          | 1     | 2    | 4       | 7       |
| 7       | بولندا (POL)           | 1     | 0    | 1       | 2       |
| 7       | تشيلي (CHI)            | 1     | 0    | 1       | 2       |
| 9       | الجزائر (ALG)          | 1     | 0    | 0       | 1       |
| 10      | فرنسا (FRA)            | 0     | 2    | 3       | 5       |
| 11      | الولايات المتحدة (USA) | 0     | 1    | 1       | 2       |
| 12      | RPC (RPC)              | 0     | 1    | 0       | 1       |
| 12      | النمسا (AUT)           | 0     | 1    | 0       | 1       |
| 12      | كندا (CAN)             | 0     | 1    | 0       | 1       |
| 15      | إيطاليا (ITA)          | 0     | 0    | 1       | 1       |
| 15      | البرتغال (POR)         | 0     | 0    | 1       | 1       |
| 15      | الصين (CHN)            | 0     | 0    | 1       | 1       |
| 15      | نيوزيلندا (NZL)        | 0     | 0    | 1       | 1       |
| المجموع | المجموع                | 25    | 25   | 25      | 75      |

## الرياضيين المتوجين

### الرجال
كي إل 1 ‏
فئة كي إل 1 هي لمجدفي الكانو لذوي الاحتياجات الخاصة الذين لديهم وظيفة جذع محدودة جدا أو معدومة ولا توجد وظيفة للساقين.
| Event | الذهبية               | الفضية                                  | البرونزية                     |
| ----- | --------------------- | --------------------------------------- | ----------------------------- |
| 2016  | ياكوب توكارز · بولندا | روبرت سوبا · المجر                      | إيان مارسدن · بريطانيا العظمى |
| 2020  | بيتر بال كيس · المجر  | لويس كارلوس كاردوسو دا سيلفا · البرازيل | ريمي بولي · فرنسا             |

كي إل 2 ‏
فئة كي إل 2 هي لمجدفي الكانو لذوي الاحتياجات الخاصة مع وظيفة جزئية للساقين والجذع إلى جانب قوة جيدة للذراعين. يجب أن يكون مجدف فئة كي إل 2 قادرا على الجلوس منتصبا داخل الكاياك ولكن قد يحتاج إلى مسند ظهر.
| Event | الذهبية                   | الفضية                   | البرونزية                    |
| ----- | ------------------------- | ------------------------ | ---------------------------- |
| 2016  | كورتيس ماكغراث · أستراليا | ماركوس سفوبودا · النمسا  | نيك بايتون · بريطانيا العظمى |
| 2020  | كورتيس ماكغراث · أستراليا | ميكولا سينيوك · أوكرانيا | فيديريكو مانكاريلا · إيطاليا |

كي إل 3 ‏
فئة كي إل 3 هي لمجدفي الكانو لذوي الاحتياجات الخاصة مع وظيفة كاملة للجذع ووظيفة جزئية للساقين.
| Event | الذهبية                   | الفضية              | البرونزية                          |
| ----- | ------------------------- | ------------------- | ---------------------------------- |
| 2016  | سيرهي يمليانوف · أوكرانيا | توم كيري · ألمانيا  | كايو ريبيرو دي كارفالهو · البرازيل |
| 2020  | سيرهي يمليانوف · أوكرانيا | ليونيد كريلوف · RPC | روبرت أوليفر · بريطانيا العظمى     |

في إل 2 ‏
تصنيف في إل 2 يماثل تصنيف كي إل 2 ولكن بالإشارة إلى نوع الفا'آ ذو الدعامة الجانبية.
| Event | الذهبية                   | الفضية                           | البرونزية               |
| ----- | ------------------------- | -------------------------------- | ----------------------- |
| 2020  | فرناندو روفينو · البرازيل | ستيفن هاكستون · الولايات المتحدة | نوربرتو مورا · البرتغال |

في إل 3 ‏
تصنيف في إل 3 يماثل تصنيف كي إل 3 ولكن بالإشارة إلى نوع الفا'آ ذو الدعامة الجانبية.
| Event | الذهبية                   | الفضية                            | البرونزية                     |
| ----- | ------------------------- | --------------------------------- | ----------------------------- |
| 2020  | كورتيس ماكغراث · أستراليا | جيوفاني فييرا دي باولا · البرازيل | ستيوارت وود · بريطانيا العظمى |

### النساء
كي إل 1 ‏
فئة كي إل 1 هي لمُجدفات الكانو لذوي الاحتياجات الخاصة الذين لديهن وظيفة جذع محدودة جدا أو معدومة ولا توجد وظيفة للساقين.
| Event | الذهبية                            | الفضية                   | البرونزية             |
| ----- | ---------------------------------- | ------------------------ | --------------------- |
| 2016  | جانيت تشيبينغتون · بريطانيا العظمى | إدينا مولر · ألمانيا     | كاميلا كوباس · بولندا |
| 2020  | إدينا مولر · ألمانيا               | مارينا ماجولا · أوكرانيا | كاثرين ولرمان · تشيلي |

كي إل 2 ‏
فئة كي إل 2 هي لمجدفات الكانو لذوي الاحتياجات الخاصة مع وظيفة جزئية للساقين والجذع إلى جانب قوة جيدة للذراعين. يجب أن تكون المجدفة المنتمية لفئة كي إل 2 قادرة على الجلوس منتصبة داخل الكاياك ولكن قد تحتاج إلى مسند ظهر.
| Event | الذهبية                         | الفضية                       | البرونزية              |
| ----- | ------------------------------- | ---------------------------- | ---------------------- |
| 2016  | إيما ويجز · بريطانيا العظمى     | ناتاليا لاغوتينكو · أوكرانيا | سوزان سايبل · أستراليا |
| 2020  | شارلوت هينشاو · بريطانيا العظمى | إيما ويجز · بريطانيا العظمى  | كاتالين فارجا · المجر  |

كي إل 3 ‏
فئة كي إل 3 هي لمجدفات قوارب الكانو لذوي الاحتياجات الخاصة مع وظيفة كاملة للجذع ووظيفة جزئية للساقين.
| Event | الذهبية                      | الفضية                    | البرونزية              |
| ----- | ---------------------------- | ------------------------- | ---------------------- |
| 2016  | آن ديكنز · بريطانيا العظمى   | أماندا رينولدز · أستراليا | سيندي مورو · فرنسا     |
| 2020  | لورا شوغار · بريطانيا العظمى | نيليا باربوسا · فرنسا     | فليسيا لابرر · ألمانيا |

في إل 2
| Event | الذهبية                     | الفضية                 | البرونزية                          |
| ----- | --------------------------- | ---------------------- | ---------------------------------- |
| 2020  | إيما ويجز · بريطانيا العظمى | سوزان سايبل · أستراليا | جانيت تشيبينغتون · بريطانيا العظمى |

### الحاصلون على ميداليات متعددة
فيما يلي مجدفي الكانو الذين فازوا بميداليتين أو أكثر في منافسات الكانو لذوي الاحتياجات الخاصة في الألعاب البارالمبية.
آخر تحديث للجدول تم في 16 سبتمبر 2021:
| الرقم | الرياضي          | الدولة          | الألعاب   | الذهبية | الفضية | البرونزية | المجموع |
| ----- | ---------------- | --------------- | --------- | ------- | ------ | --------- | ------- |
| 1     | كورتيس ماكغراث   | أستراليا        | 2016-2020 | 3       | 0      | 0         | 3       |
| 2     | إيما ويجز        | بريطانيا العظمى | 2016-2020 | 2       | 0      | 1         | 3       |
| 3     | سيرهي يمليانوف   | أوكرانيا        | 2016-2020 | 2       | 0      | 0         | 2       |
| 4     | إدينا مولر       | ألمانيا         | 2016-2020 | 1       | 1      | 0         | 2       |
| 5     | جانيت تشيبينغتون | بريطانيا العظمى | 2016-2020 | 1       | 0      | 1         | 2       |
| 6     | سوزان سايبل      | أستراليا        | 2016-2020 | 0       | 1      | 1         | 2       |